# Ad valvas
Ad valvas is een uitdrukking die gebruikt wordt in (tegenwoordig vooral Belgische) universiteiten en hogescholen, met als betekenis "op de mededelingenborden". Hiermee worden de borden in de faculteitsgebouwen bedoeld waarop de faculteitsleiding allerlei praktische mededelingen voor de studenten ophangt, en die elke student geacht wordt regelmatig te raadplegen: lesroosters, leslokalen, examenroosters en -uitslagen, enz. Een professor kan zo bijvoorbeeld in een van zijn colleges aankondigen dat "het examenrooster ad valvas zal worden bekendgemaakt".
Heden ten dage zijn in de meeste instellingen de fysieke valvas vervangen door elektronische communicatie, bijvoorbeeld via de elektronische leeromgeving.
Ad valvas is afkomstig uit het Latijn en betekent letterlijk "aan de deuren".
De vernederlandste vorm valven is ook gangbaar ("raadpleeg regelmatig de valven", "aan de valven"), maar dan uitsluitend in Vlaanderen en vooral in spreektaal of studententaal.

## Trivia
- Advalvas was een Belgische portaalsite op het internet.
- In Nederland is Ad Valvas het weekblad van de Vrije Universiteit Amsterdam.
- Ad valvas was vroeger een populaire rubriek in Man Bijt Hond.